# Анджела Сарафян
Анджела Сарафян (вірм. Անժելա Սարաֆյան; нар. 30 червня 1983, Єреван, Вірменська РСР) — американська акторка вірменського походження. Відома роллю Клементини Пенніфітер у фантастичному телесеріалі телеканалу HBO «Край „Дикий Захід“».

## Життєпис
Донька актора Грігора Сарафяна та художниці народилася у Єревані. Коли їй було три, бабуся імігрувала до США. Незабаром, коли Анджелі виповнилось чотири, батьки також переїхали з дівчинкою до Америки. У дитячі роки Анджела займалась балетом, вчилася класичній грі на фортопіано, а також співала у хорі та виступала на сцені.

## Кар'єра
Сарафян дебютувала як телеакторка в драматичному телесеріалі «Справедлива Емі». Після періоду епізодичних ролей у серіалах «Баффі — переможниця вампірів», «Щит», «На південь від Ніде», «24», «Місце злочину: Нью-Йорк», «Мертва справа» акторка була в основному складі «Палких шльондр». У 2014 приєдналась до серіалу каналу HBO «Край „Дикий Захід“».
Як кіноакторка Анджела Сарафян вперше з'явилась у ролі Лорен у драмедії «Останній забіг», хоча в титрах її не зазначили. Крім того, отримала ролі другого плану в фільмах «Каблуі», «На ляльці». Головну персонажку Меггі — дівчину, яка втекла від батька та закохалася у нелегального іммігранта, зіграла у стрічці 2008 року «Красиве життя». У тому ж році вийшла в прокат кримінальна драма «Інформатори» з Кім Бейсінгер, Біллі Бобом Торнтоном, Міккі Рурком та Вайноною Райдер, у якій Сарафян зіграла Мері. Після зйомок у фільмах «Лінія розлому», «Експропріаторка», «Любовні рани» виконала роль подружки Дага у комедії «Стара добра оргія». У 2016 вийшла в прокат драма про геноцид вірмен «Обіцянка», у акторки була роль Марал.

## Фільмографія
| Рік       |    | Українська назва                         | Оригінальна назва                          | Роль                  |
| --------- | -- | ---------------------------------------- | ------------------------------------------ | --------------------- |
| 2000      | с  | Справедлива Емі                          | Judging Amy                                | Айша Ал-Джамал        |
| 2002      | с  | Баффі — переможниця вампірів             | Buffy the Vampire Slayer                   | Лорі                  |
| 2002      | тф | Паронормальна дівчина                    | Paranormal Girl                            | Крістал               |
| 2004      | с  | Щит                                      | The Shield                                 | Сосі                  |
| 2004      | с  | Жіноча бригада                           | The Division                               | Медісон Ґрант         |
| 2004      | ф  | Останній забіг                           | The Last Run                               | Лорен                 |
| 2005      | с  | Оголошений у розшук                      | Wanted                                     | Наталія               |
| 2005      | ф  | Порядна наполовину                       | Halfway Decent                             | Ліберті Едвардс       |
| 2006      | с  | На південь від Ніде                      | South of Nowhere                           | Пейдж                 |
| 2006      | с  | 24                                       | 24                                         | Інесса Ковалевскі     |
| 2006      | с  | Місце злочину: Нью-Йорк                  | CSI: NY                                    | Сара Джексон          |
| 2007      | с  | Лінкольн-гайтс                           | Lincoln Heights                            | Опал Вудфорт          |
| 2007      | с  | Мертва справа                            | Cold Case                                  | Філіппа               |
| 2007      | ф  | Каблуі                                   | Kabluey                                    | Рамона                |
| 2007      | ф  | На ляльці                                | On the Doll                                | Тара                  |
| 2008      | с  | На виду                                  | In Plain Sight                             | Таша Турішева         |
| 2008      | ф  | Красиве життя                            | A Beautiful Life                           | Меггі                 |
| 2008      | ф  | Інформатори                              | The Informers                              | Мері                  |
| 2008      | с  | Менталіст                                | The Mentalist                              | Адріанна              |
| 2008      | тф | Ернесто                                  | Ernesto                                    | Сідні                 |
| 2009      | с  | Статеве виховання                        | Sex Ed                                     | Штормі                |
| 2009      | с  | Палкі шльондри                           | Hot Sluts                                  | Хелена/Олена          |
| 2009      | кф | Правда наполовину                        | Half Truth                                 | Тріг                  |
| 2009      | ф  | Лінія розлому                            | Fault Line                                 |                       |
| 2009      | ф  | Експропріаторка                          | Repo Chick                                 | Гігглі                |
| 2009      | ф  | Любовні рани                             | Love Hurts                                 | Лейла                 |
| 2009      | с  | Іствік                                   | Eastwick                                   | Дженна                |
| 2009      | с  |                                          | Floored and Lifted                         | Джейн                 |
| 2009      | кф | Вельвет                                  | Velvet                                     | Беатриче              |
| 2009      | кф | Безумні пошуки справжнього кохання       | Foolishly Seeking True Love                | Белла                 |
| 2010      | с  | Дитяча лікарня                           | Childrens Hospital                         | Ольга                 |
| 2010      | с  | Хороші хлопці                            | The Good Guys                              | Саманта               |
| 2011      | ф  | Американська тварина                     | American Animal                            | Анжела                |
| 2011      | ф  | Стара добра оргія                        | A Good Old Fashioned Orgy                  | Віллоу                |
| 2011      | с  | Нікіта                                   | Nikita                                     | Оксана                |
| 2011      | с  | Криміналісти: мислити як злочинець       | Criminal Minds                             | Люсі                  |
| 2012      | ф  |                                          | Speed Demons                               | Лала                  |
| 2012      | с  |                                          | Let's Big Happy                            | Олів                  |
| 2012      | с  | Закон і порядок: Спеціальний корпус      | Law & Order: Special Victims Unit          | Анна                  |
| 2012      | ф  | Сутінки Сага: Світанок — Частина 2       | The Twilight Saga: Breaking Dawn – Part 2  | Тіа                   |
| 2012      | ф  | Неймовірні пригоди американця у Вірменії | Lost and Found in Armenia                  | Ані                   |
| 2012      | кф | Дріфт                                    | Drift                                      |                       |
| 2013      | тф | Я — Віктор                               | I Am Victor                                | К'юкембе              |
| 2013      | ф  | Шум має значення                         | Noise Matters                              | Сенді                 |
| 2013      | ф  | Фатальна пристрасть                      | The Immigrant                              | Магда Цибульська      |
| 2013      | ф  | Параноя                                  | Paranoia                                   | Еллісон               |
| 2014      | кф | Нічний ветеринар                         | Night Vet                                  | Франні та Зої         |
| 2014      | ф  | Ніколи                                   | Never                                      | Рейчал                |
| 2014      | с  | Голуба кров                              | Blue Bloods                                | Франні Фергюсон       |
| 2015      | с  | Американська історія жаху: Шоу виродків  | American Horror Story: Freak Show          | Еліс (2 серії)        |
| 2015      | ф  | 1915                                     | 1915                                       | Анжела                |
| 2015      | ф  | Я, він, вона                             | Me Him Her                                 | Рейчал                |
| 2015      | ф  | Я, ти та п'ять баксів                    | Me You and Five Bucks                      | Пем                   |
| 2016      | ф  | Рівнини Меркурія                         | Mercury Plains                             | Алісса                |
| 2016      | ф  | Обіцянка                                 | The Promise                                | Рейчал                |
| 2016—2022 | с  | Край «Дикий Захід»                       | Westworld                                  | Клементина Пенніфітер |
| 2018      | ф  | Ті, що пливуть за течією                 | We are boats                               | Франческа             |
| 2019      | ф  | Гарний, поганий, злий                    | Extremely Wicked, Shockingly Evil and Vile | Джоанна               |
| 2021      | ф  | Ремінісценція                            | Reminiscence                               | Ельза Карін           |
| 2021      | ф  | Дім біля затоки                          | A House on the Bayou                       | Джессіка Чемберс      |
| 2025      | ф  | Супермен                                 | Superman                                   | Лара Лора-Ван         |